# Borgo, Rom
Borgo är en stadsdel i Rom och tillika ett av Roms rioni. Borgo inbegriper Vatikanstaten.

## Kyrkor i urval
- San Lorenzo in Piscibus
- Santa Maria Annunziata in Borgo
- Santa Maria della Pietà in Camposanto dei Teutonici
- Santa Maria in Traspontina
- Santi Michele e Magno
- Santa Monica
- San Pietro in Borgo
- Santo Spirito in Sassia

### Rivna kyrkor
- Sant'Angelo al Corridoio
- San Giacomo a Scossacavalli
- Santa Maria della Febbre
- Santa Maria in Turri
- Santo Stefano degli Ungheresi

### Vatikanstaten
- San Pietro in Vaticano
- Sant'Anna dei Palafrenieri
- Sant'Egidio a Borgo
- Santa Maria Regina della Famiglia
- Santi Martino e Sebastiano degli Svizzeri
- San Pellegrino
- Santo Stefano degli Abissini

## Piazzor i urval
- Piazza Adriana
- Largo degli Alicorni
- Piazza A. Capponi
- Piazza del Catalone
- Piazza della Città Leonina
- Largo del Colonnato
- Piazza Della Rovere
- Largo Giovanni XXIII
- Largo I. Gregori
- Piazza Pia
- Piazza Pio XII
- Largo di Porta Castello
- Largo di Porta Cavalleggeri
- Piazza del Risorgimento
- Piazza del Sant'Uffizio
- Piazza delle Vaschette

## Byggnadsverk
- Castel Sant'Angelo
- Ospedale di Santo Spirito in Saxia
- Palazzo Torlonia
- Palazzo dei Penitenzieri
- Palazzo dei Convertendi
- Palazzo Cesi-Armellini
- Palazzo Rusticucci
- Palazzo Alicorni
- Palazzo del Commendatore